# Джон Куфуор
Джон Кофі Аґіекум Куфуор (англ. John Kofi Agyekum Kufuor, нар. 8 грудня 1938, Кумасі, Гана) — президент Гани від 7 січня 2001 до 7 січня 2009 року.
Один з лідерів Нової патріотричної партії, Куфуор став одним з символів демократизації країни. Раніше він займався дипломатичною діяльністю — представляв, країну в ООН. Перевибраний 7 листопада в 2004 році в першому турі.
Був головою Африканського союзу з 29 січня 2007 року по 31 січня 2008 року, Економічної спільноти західноафриканських країн в 2003—2005 р.

## Біографія
Народився в місті Кумасі в знатній сім'ї з роду Ойоко. Був сьомою дитиною з 10 дітей. 
Закінчив університет в англійському Оксфорді, отримавши диплом юриста. Пропрацювавши кілька років в Лондоні повернувся на батьківщину. В кінці 60-х років розпочав політичну кар'єру - його вибрали в парламент, призначили заступником міністра закордонних справ. Після воєнного перевороту пішов з політики та займався бізнесом. З поверненням громадянського правління в 1979 році знову був вибраний в цьому ж році до Національного зібрання. Але, невдовзі - новий переворот - до влади приходить Джеррі Ролінгс, який став президентом Гани на довгих 19 років. Він запросив Куфуора до правління, але той пропрацювавши 7 місяців покинув пост.
З 7 січня 2001, Президент Гани, після поразки на попередніх вборах в 1996 році.
Одружений, має 5 дітей. 
Любить спорт.

## Фото

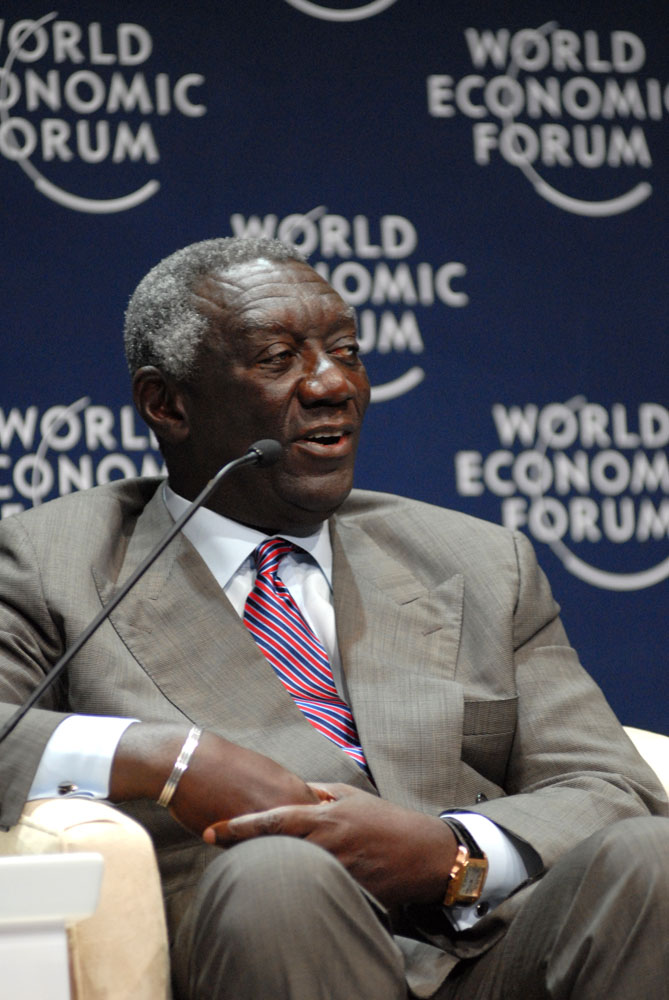
На Всесвітньому Економічному Форумі в Африці. 2008 р.
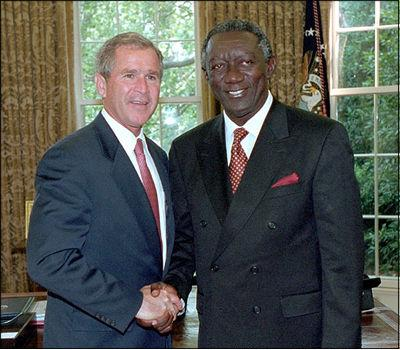
Разом з Джоржем Бушем
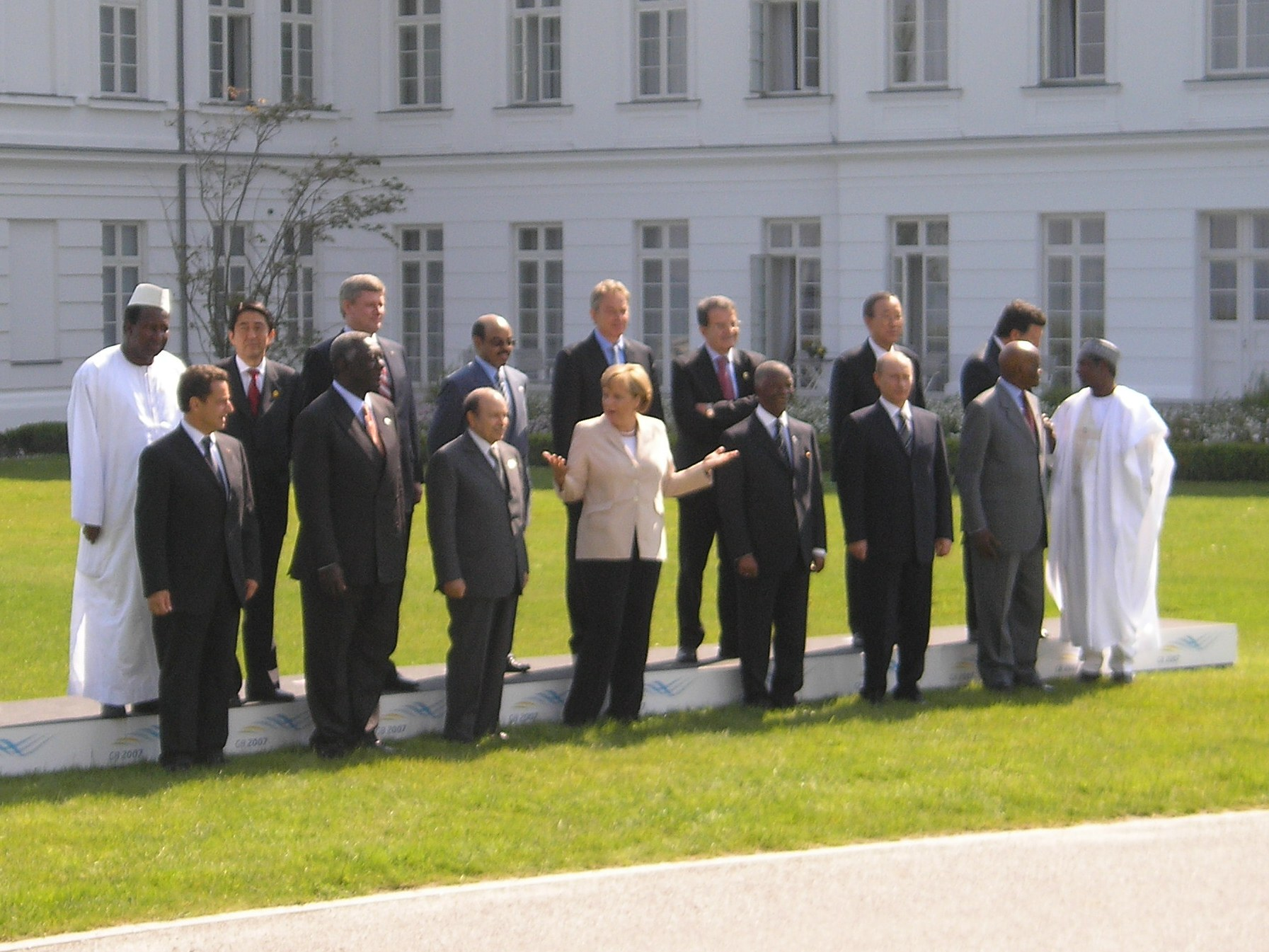
Самміт G8. Гайлігендамм, Німеччина, 2007 р.